# Aranda
Aranda a főváros, Canberra egyik elővárosa Belconnen kerületben.  A 2006-os népszámlálás alapján 2412 fő lakik itt. Aranda városát az Ausztrália középső részén élő Arrente törzsről nevezték el, akiket korábban Arentának, vagyis „Fehér Kakadunak” hívtak. A város Belconnen kistérség legkeletibb részén fekszik, a Black Mountain-hegy nyugati lejtőin. Két oldalról természetvédelmi területek határolják, amelynek következtében a település eléggé bokros jellegű. A külváros fejlődése és terjeszkedése miatt sok fát el kellett távolítani az utóbbi időben, többnyire eukaliptuszokat.
A városka utcáit ausztrál őslakos törzsekről nevezték el. A kisváros 160 hektár területen fekszik és a legelső település volt Belconnen kistérségben. A település utcái megtekinthetők a Google Street View (Utcakép) szolgáltatással.

## Elhelyezkedés és közlekedés

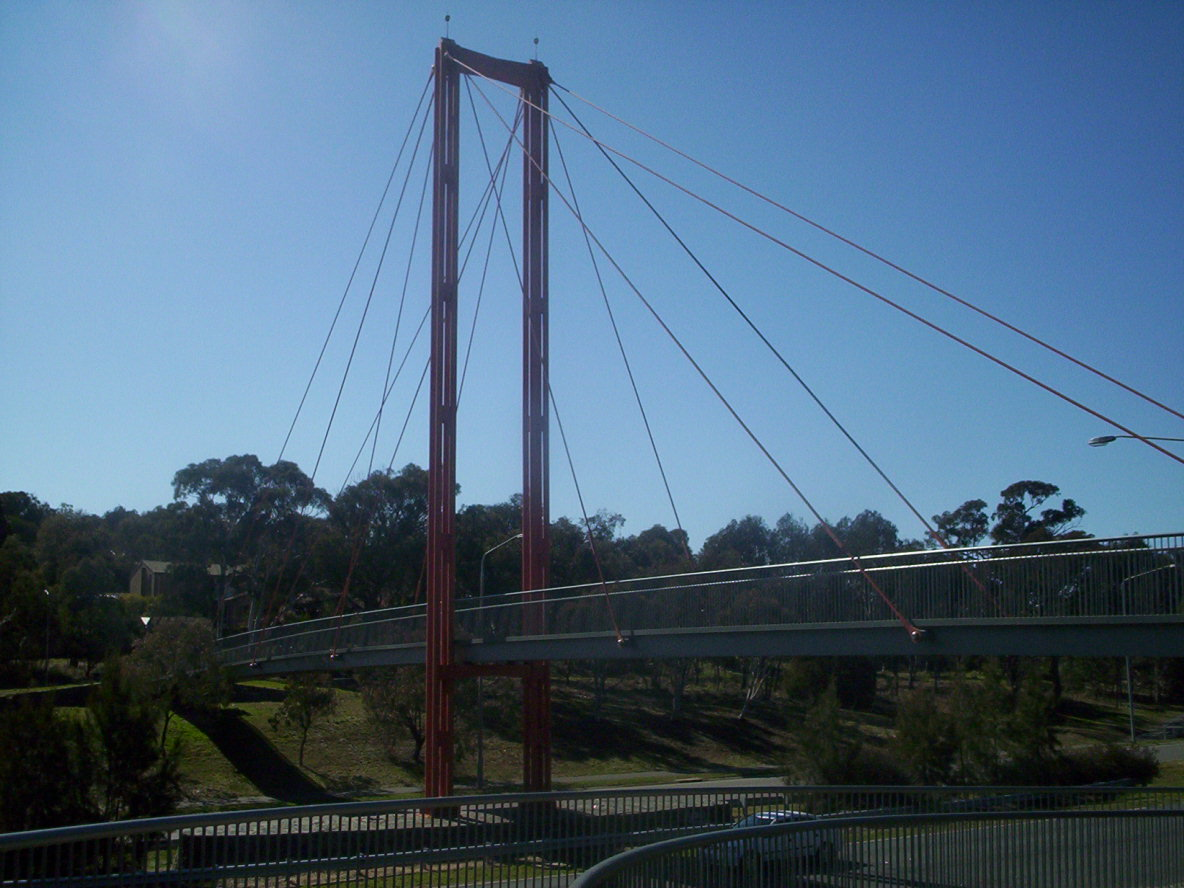
Bruce-ba vezető függő gyalogoshíd a Belconnen Way felett

Aranda városa Belconnen kistérség délkeleti részén fekszik. Keletről a Caswell Drive választja el a várost a Black Mountain Nemzeti Park-tól, északról a Belconnen Way, a Bindubi Street nyugatról és délről az Aranda bozótvidék határolja. A Belconnen Way hatsávos útja felett átívelő kerékpárhíd segítségével kerékpáros összeköttetése van a közeli Bruce-szal. Cook és Macquarie külvárosok a külváros nyugati szomszédai. Aranda 7 kilométernyire fekszik Civic-től. A Bindubi Street mentén futó kerékpárút köti össze a canberrai kerékpárút-hálózattal. Járdahálózata gyaloghíddal van összekötve a közeli Bruce-szal. Egy gyalogösvény köti össze a települést a Black Mountain-hegységen át a CSIRO társasággal és az Ausztrál Nemzeti Egyetemmel. 
A környező településekkel sűrű buszjáratok teszik lehetővé a gyors átutazást.

## Oktatás

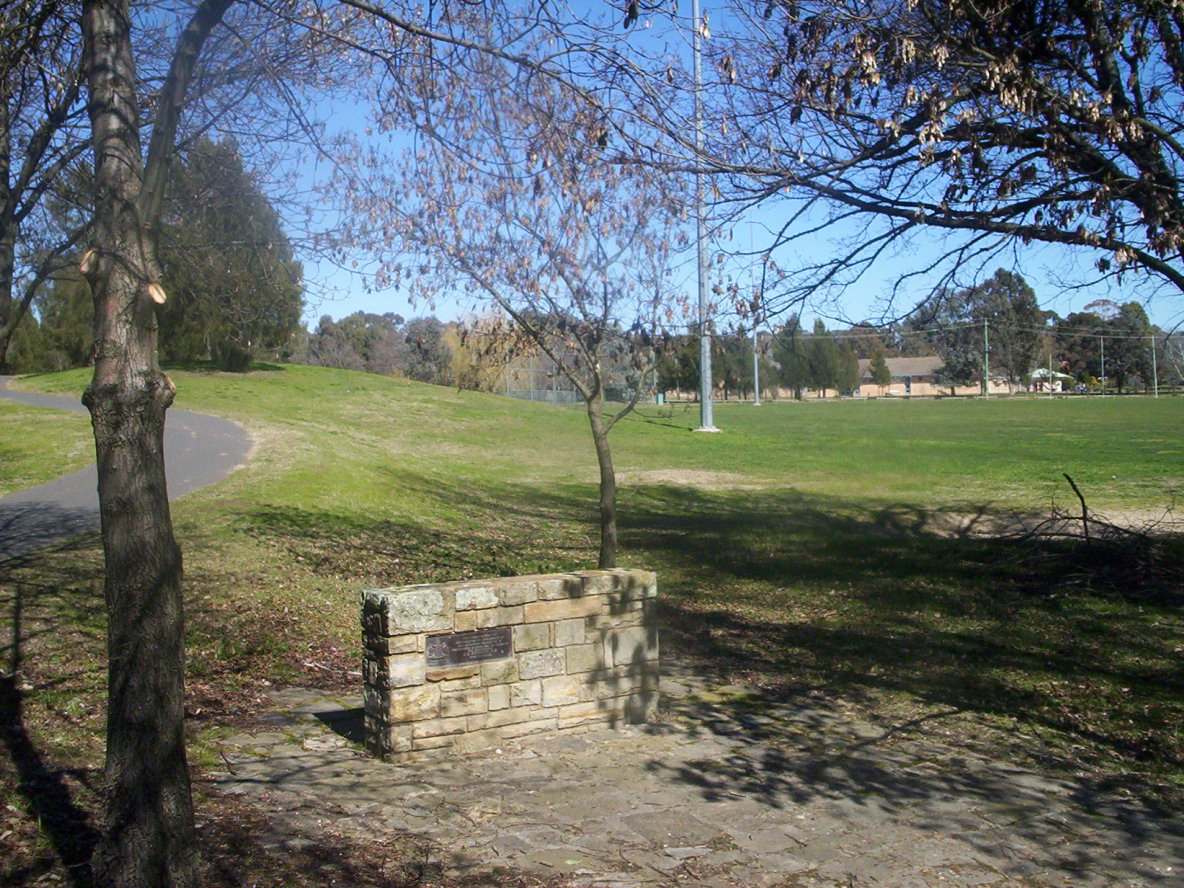
Emléktábla az arandai városfejlesztés 1966-os megkezdésére

A városban egy katolikus (St Vincent's Catholic School) és egy állami (Aranda Primary School) található.

## Földrajza
Aranda területe a Pittman-alakzat felsőbb rétegein fekszik, melyek az ordovíciumban keletkeztek.

## Fordítás
Ez a szócikk részben vagy egészben  az   Aranda, Australian Capital Territory című angol Wikipédia-szócikk ezen változatának fordításán alapul.  Az eredeti cikk szerkesztőit annak laptörténete sorolja fel. Ez a jelzés csupán a megfogalmazás eredetét és a szerzői jogokat jelzi, nem szolgál a cikkben szereplő információk forrásmegjelöléseként.